# Armen Mkertchian
Armen Mkertchian (in armeno Արմեն Մկրտչյան?; 6 ottobre 1973) è un ex lottatore armeno, specializzato nella lotta libera.

## Palmarès

### Olimpiadi
- 1 medaglia:
  - 1 argento (Atlanta 1996 nei 48 kg)

### Mondiali
- 1 medaglia:
  - 1 bronzo (Atlanta 1995 nei 48 kg)

### Europei
- 3 medaglie:
  - 1 oro (Roma 1994 nei 48 kg)
  - 1 argento (Budapest 1996 nei 48 kg)
  - 1 bronzo (Budapest 2001 nei 54 kg)